# Paul Senf
Paul Senf (* 16. März 1915 in Leipzig; † 12. Mai 1998 in Straßburg, Elsass) war ein deutscher Volkswirt, Hochschullehrer und Politiker.

## Leben und Beruf
Nach dem Abitur nahm Senf ein Studium der Volkswirtschaft an den Universitäten in Tübingen, Bonn und Frankfurt am Main auf, das er mit der Prüfung zum Diplom-Volkswirt sowie 1940 mit der Promotion zum Dr. rer. pol. beendete. Er war von 1946 bis 1951 als wissenschaftlicher Assistent an der Johann-Wolfgang-Goethe-Universität tätig, wurde dort 1950 Privatdozent und wirkte seit 1952 als außerordentlicher Professor für Volkswirtschaftslehre mit dem Schwerpunkt Finanzwissenschaft an der Universität Saarbrücken. Ein Jahr später erhielt er hier einen Lehrstuhl als Professor für Volkswirtschaftslehre.
Senf veröffentlichte seit 1950 diverse wirtschaftspolitische Schriften. Er war seit 1953 Mitglied des Institut International de Finances Politiques und wurde 1959 dessen Generalsekretär. Seit 1957 war er auch Mitglied des Institut pour le Développement africain. Als Mitglied des wissenschaftlichen Beirates des Bundesfinanzministeriums beriet er 1961 die türkische Regierung in wirtschaftspolitischen Fragen.
Paul Senf war der Vater von drei Söhnen: Jochen Senf (Berlin, Autor, Regisseur und Schauspieler), Gerhard Senf (Saarbrücken, Diplom-Psychologe) und Wolfgang Georg Senf (Essen, Professor für Psychosomatik).

## Öffentliche Ämter
Senf, der keiner Partei angehörte, amtierte vom 17. Juli 1954 bis September 1955 als Minister für Finanzen und Forsten in der von Ministerpräsident Johannes Hoffmann geführten Regierung des Saarlandes. Während seiner Amtszeit galt er als Gegner einer engen wirtschaftlichen Anbindung an Frankreich und war im Mai 1955 führend an der Ausarbeitung des französisch-saarländischen Wirtschaftsvertrages beteiligt. Nach dem Tod von Arthur Heitschmidt wurde er am 6. Februar 1963 erneut als Minister für Finanzen und Forsten in die von Ministerpräsident Franz-Josef Röder geführte Landesregierung berufen. Am 19. Juli 1965 schied er aus der Regierung aus und wurde in seinem Ministeramt von Reinhard Koch abgelöst.